# Stenopogon braunsi
Stenopogon braunsi är en tvåvingeart som beskrevs av H. Oldroyd 1974. Stenopogon braunsi ingår i släktet Stenopogon och familjen rovflugor. Inga underarter finns listade i Catalogue of Life.